# اختبار شيف

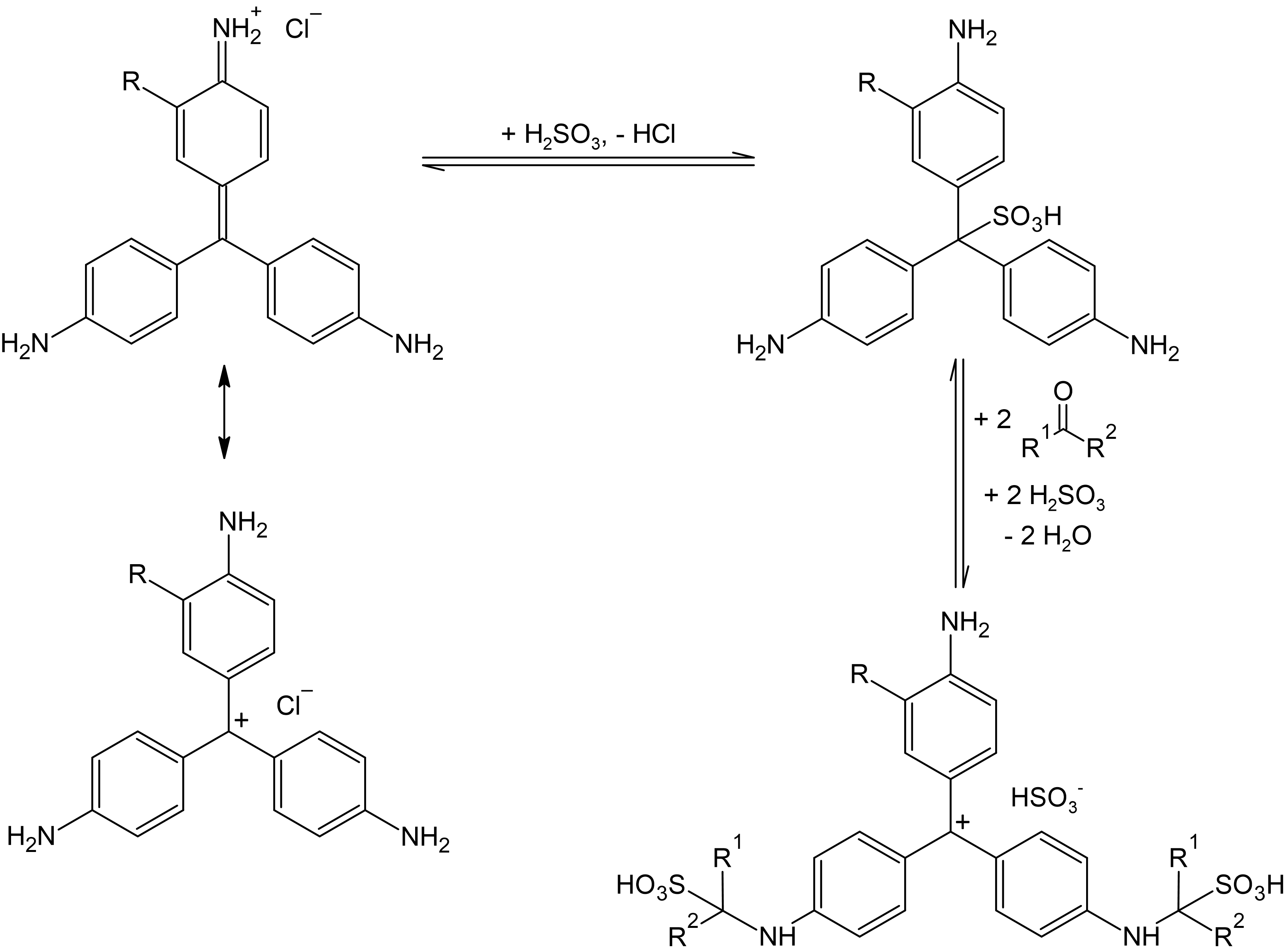
التفاعلات الكيميائية في اختبار شيف

اختبار شيف هوتفاعل كيميائي عضوي طَوَّرَهُ هوغو شيف، وهو اختبار كيميائي عام نسبيًا لِلكشف عن العديد من الألدهيدات العضوية التي وجدت أيضًا استخدامها في تلطيخ الأنسجة البيولوجية.
عند استخدامه اختبارًا نوعيًّا لِلألدهيدات، تُضاف العينة غير المعروفة إلى كاشف شيف المزوَّد اللون عند وجود الألدهيد يتطور لون أرجواني مُميز. تُستخدم الكواشف من نوع شيف في العديد من طرق تلطيخ الأنسجة البيولوجية، على سبيل المثال صبغة Feulgen وصمة عار دورية من حمض شيف. يحتوي جلد الإنسان أيضًا على مجموعات وظيفية ألدهيد في نهايات السكريات بالتالي فهو ملطخ أيضًا.